# Ботанічний музей імені Д. М. Доброчаєвої
Ботанічний музей імені Д. М. Доброчаєвої — одна з 5 експозицій Національного науково-природничого музею НАН України, розміщена на останньому (V) поверсі ННПМ. Названий на честь українського ботаніка Дар'ї Микитівни Доброчаєвої.

## Започаткування колекції
Питання про створення Ботанічного музею в системі Академії наук України було вирішене Президією УАН у березні 1921 р. Саме тоді було засновано Ботанічний кабінет (музей) і гербарій. Саме вони стали першоосновою сучасного Інституту ботаніки ім. М. Г. Холодного НАН України та Ботанічного музею в його складі.
Першими штатними і позаштатними працівниками Ботанічного кабінету (музею) і гербарію були видатні вчені-ботаніки Олександр Фомін, Дмитро Зеров, Петро Оксіюк, Альфред Окснер, Юрій Клеопов, Микола Підоплічко, Андрій Лазаренко та інші. Вони розгорнули роботу з вивчення флори і рослинності України, заклали основи гербаріїв судинних рослин, мохів, лишайників, грибів, а також розпочали збір матеріалів для Ботанічного музею.
У 1931 році була розгорнута його перша експозиція на площі 260 м2 у приміщенні Інституту ботаніки по вулиці Терещенківській, 2. Ботанічний музей входив тоді до складу відділу вищих рослин, який від дня його заснування і до 1935 р. очолював О. В. Фомін, а потім (до початку Німецько-радянської війни) — Євген Бордзиловський.
У тогочасній експозиції музею були представлені переважно гербарні зразки судинних рослин, грибів, лишайників, сухі плоди, насіння і цілі шишки; подекуди зафіксовані в розчинах супліддя деяких екзотичних видів рослин та інші матеріали. Вони були розміщені в семи вертикальних музейних шафах та кількох горизонтальних вітринах.
У такому стані музей існував близько 35-ти років.

## Колекція після Другої світової війни
У післявоєнні роки за стан музею деякий час відповідала Олена Вісюліна.
У 1966 році, відповідно до Постанови Ради Міністрів Української РСР N440 від 8 червня, розпочато будівництво, організацію та створення експозицій, по суті, нового Ботанічного музею на площі 1400 м², на 5-му поверсі будинку по вул. Богдана Хмельницького, 15. У системі Академії наук створено Центральний науково-природничий музей (ЦНПМ) АН УРСР (у 1998 р. він отримав статус «Національного») як експозиційно-територіальний комплекс геологічного, палеонтологічного, зоологічного та археологічного музеїв, підпорядкованих відповідним інститутам Академії наук України на правах їх наукових відділів.
Завідувачем Ботанічного музею стала Дарина Доброчаєва, заступником — Борис Заверуха. Вони, а також наукова співробітниця Людмила Сипайлова, стояли біля витоків створення цілком нової експозиції Ботанічного музею.

## Експозиція
Музей створювався у дві черги, по мірі вивільнення і архітектурної реконструкції приміщень під його експозиції: першу — «Рослинний світ України» та «Ботанічна наука на Україні» було відкрито для відвідувачів у травні 1969 р., другу — всі інші розділи, у вересні 1973 р. Загальна площа музею становить 1400 м2. У п'яти залах та холі представлені такі експозиційні розділи:
- 1. Ботанічна наука в Україні (хол).
- 2. Рослинний світ України (зали 1,2).
- 3. Охорона світу рослин (зал 3, ліва сторона).
- 4. Основні групи рослинного світу (зал 3, ліва сторона).
- 5. Клітинна будова та морфологія квіткових рослин (зал 3, правасторона).
- 6. Системи і еволюція квіткових рослин (зал 3, права сторона).
- 7. Рослини в житті людини (зал 3, права сторона).
- 8. Рослинний світ Євразії (зал 4).
- 9. Рослинний світ земної кулі (зал 5).

Особливою окрасою двох останніх залів є чудові панорамно-об'ємні діорами, в яких відображені ландшафтні картини рослинності неозорих просторів Великоземельської тундри по берегах р. Уси в приполярному Уралі; оригінальна самобутня краса світу Бадхизького заповідника в районі западини Ер-Ойландуз (Туркменістан); загальний вигляд африканської савани в період посухи; чарівність узбережжя тропічного острова у Тихому океані з кокосовими пальмами та мангровими заростями.
Експозиції Ботанічного музею нараховують близько 500 натурних експонатів, 370 кольорових та 250 чорно-білих фотографій, майже 1000 кольорових схем, малюнків, карт рослинності різних зон і ареалів багатьох видів рослин, понад 300 текстових характеристик з науковими відомостями про природні зони, флористичні райони, рослинні угруповання та особливості цікавих, цінних для науки або практики видів рослин.
Експозиційні матеріали розміщені в 109 стандартних вітринах (2,5 x 2 x 0,6 м), 8 великоформатних діорамах та 14 біогрупах, на 20 різноформатних щитах, понад 100 фризах над вітринами. Крім того, постійно періодично експонуються факультативні тематичні виставки: «Медоносні рослини», «Плоди та насіння квіткових рослин», «Харчові дикорослі рослини», «Дикорослі лікарські рослини», «Адвентивні рослини».

## Діорами

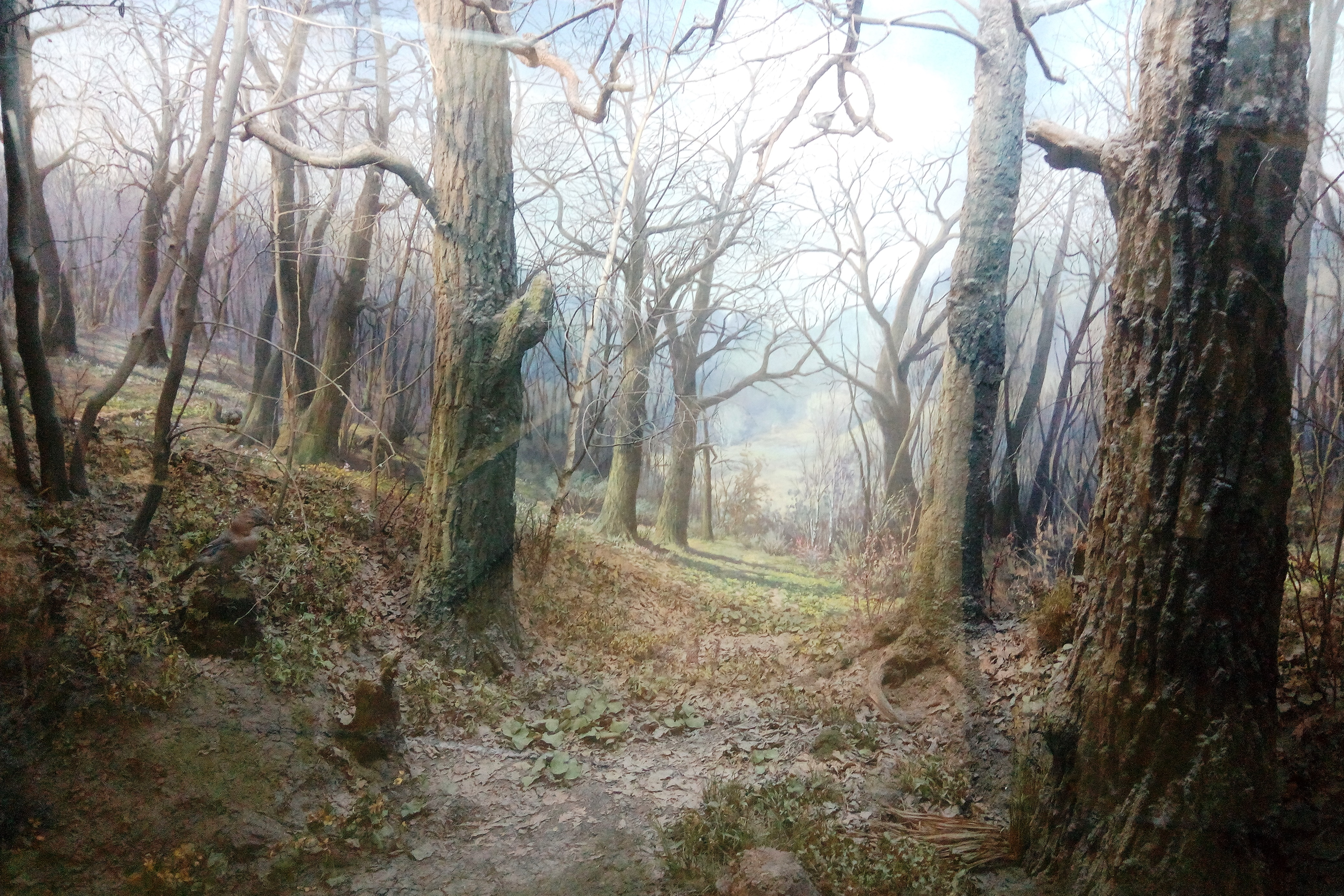
Грабова діброва
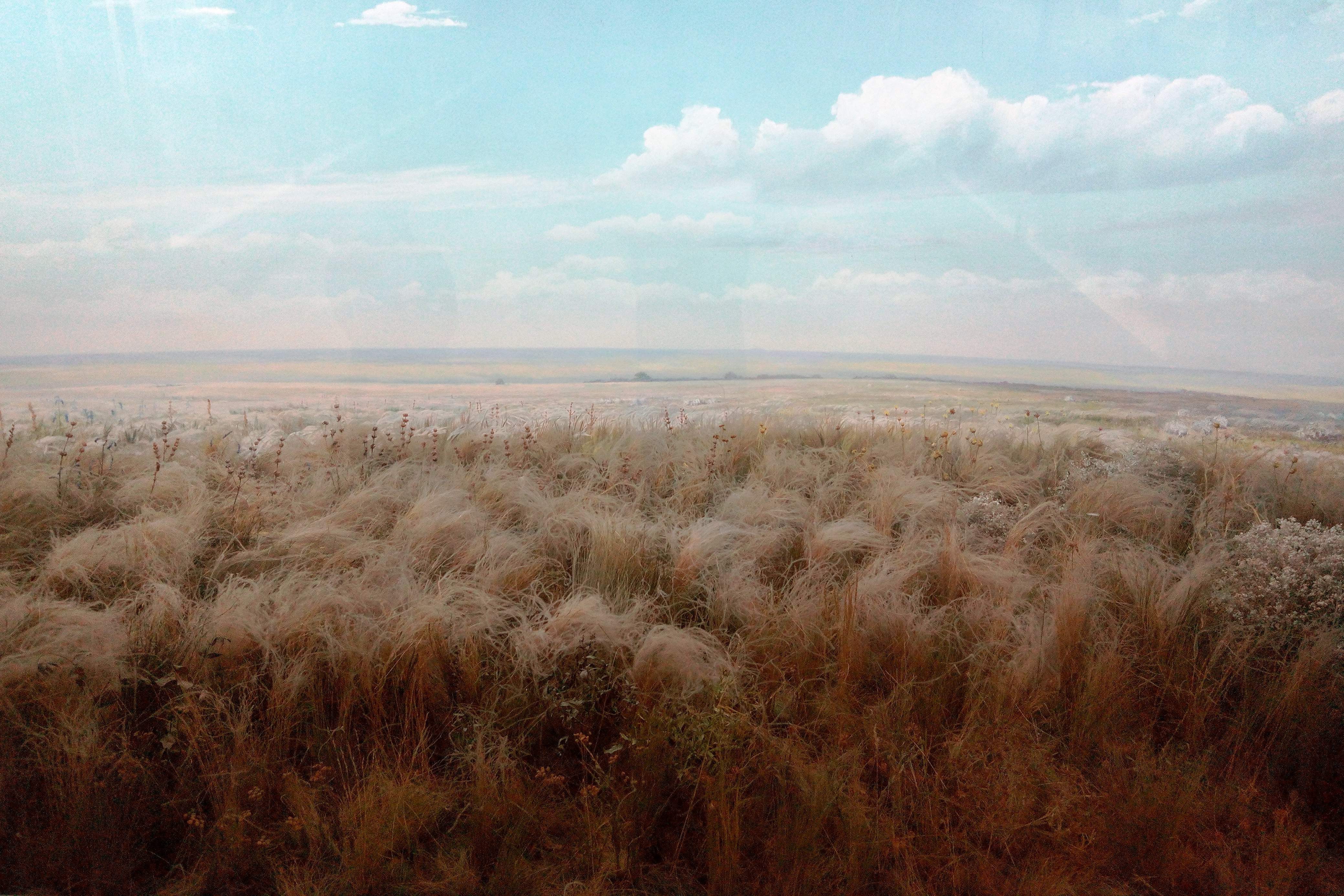
Степ
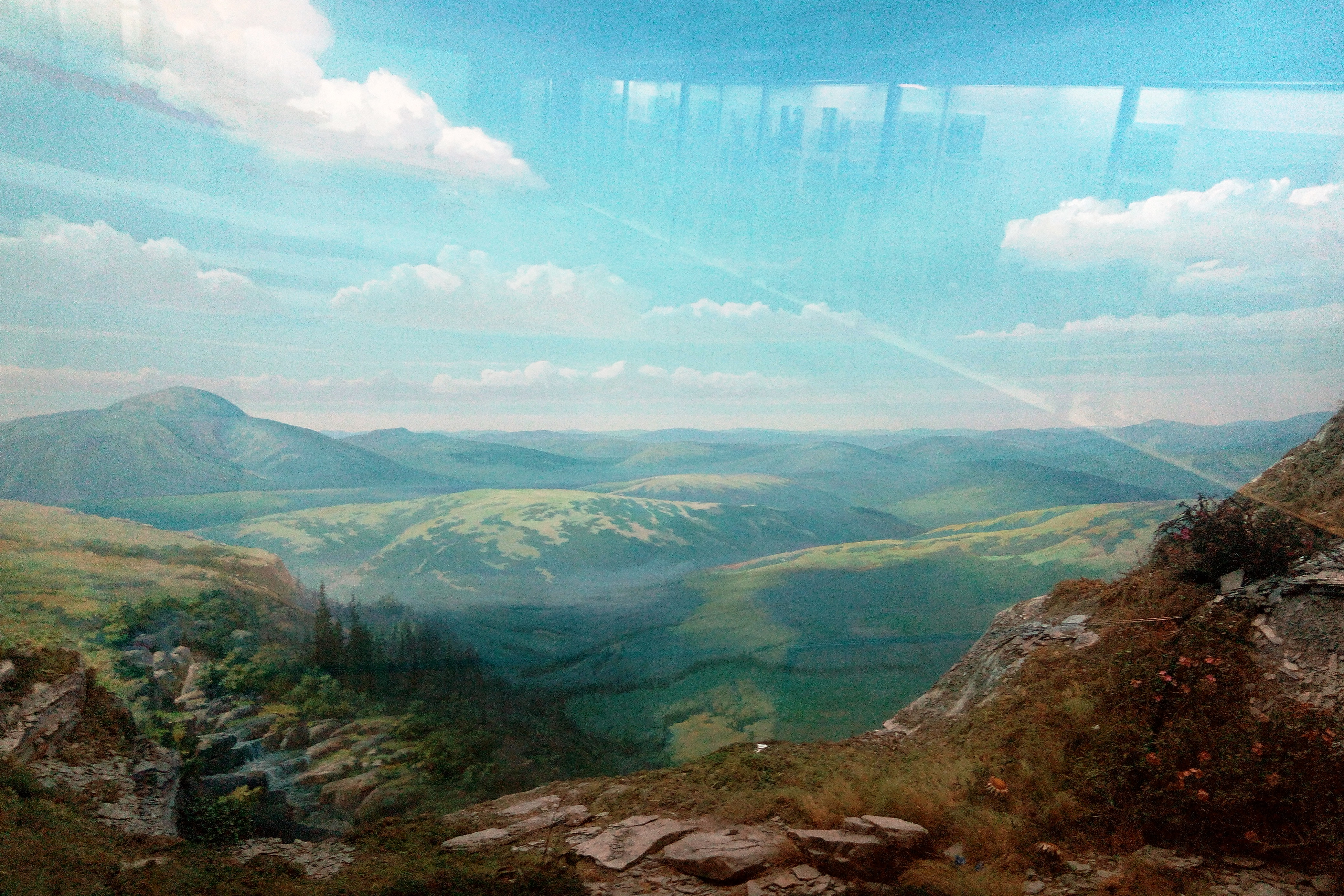
Українські Карпати
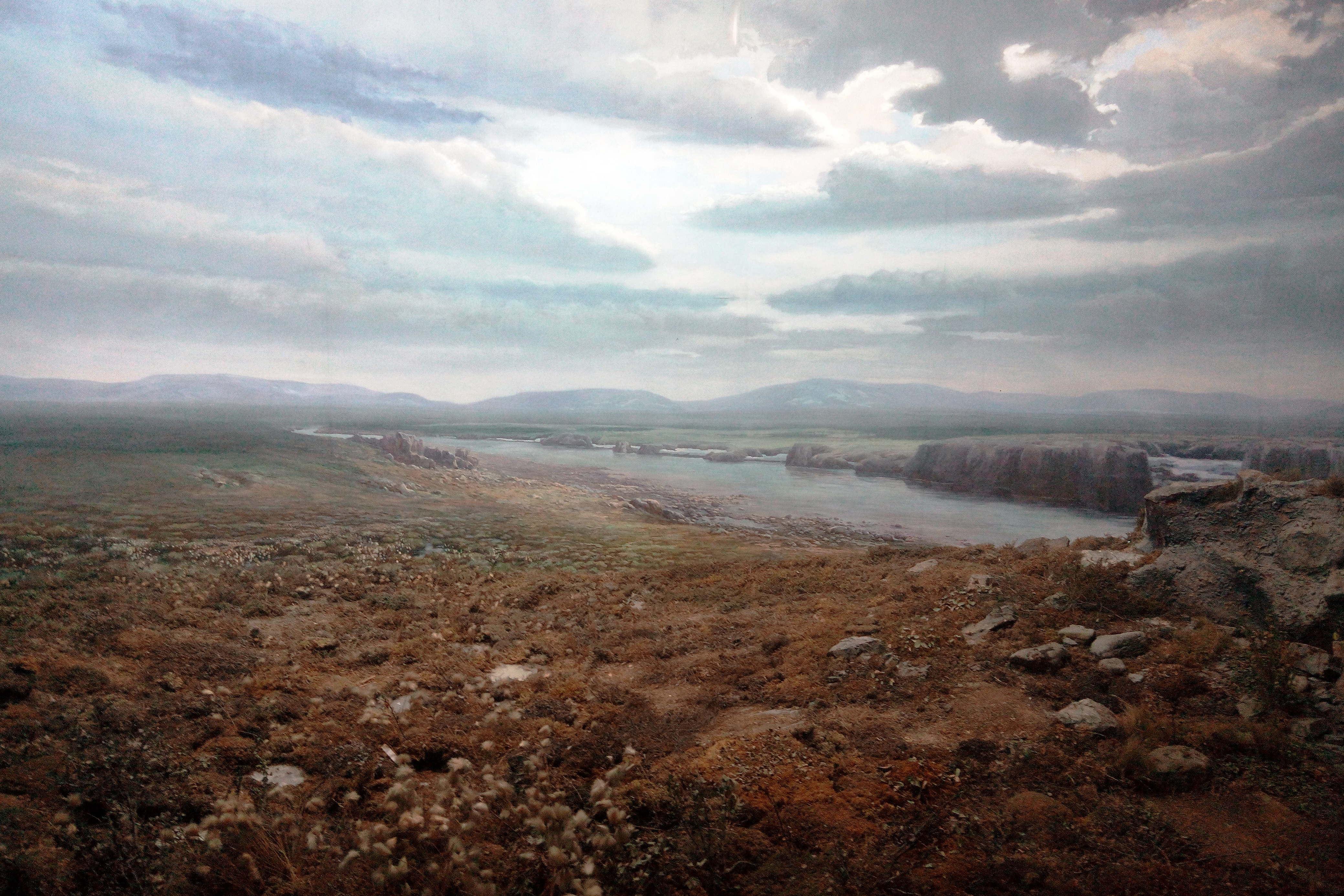
Тундра
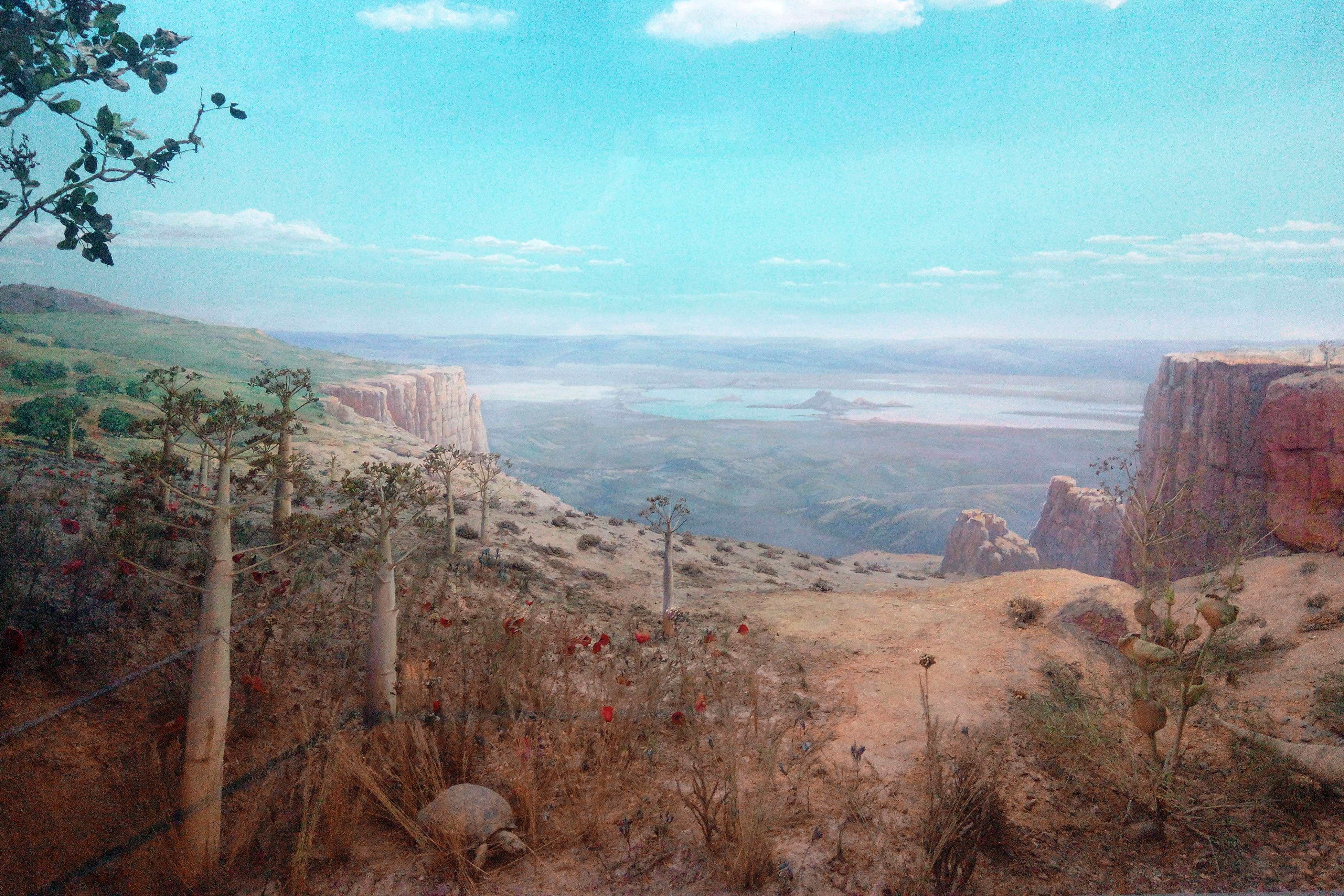
Африканська савана